# Self-propelled modular transporter

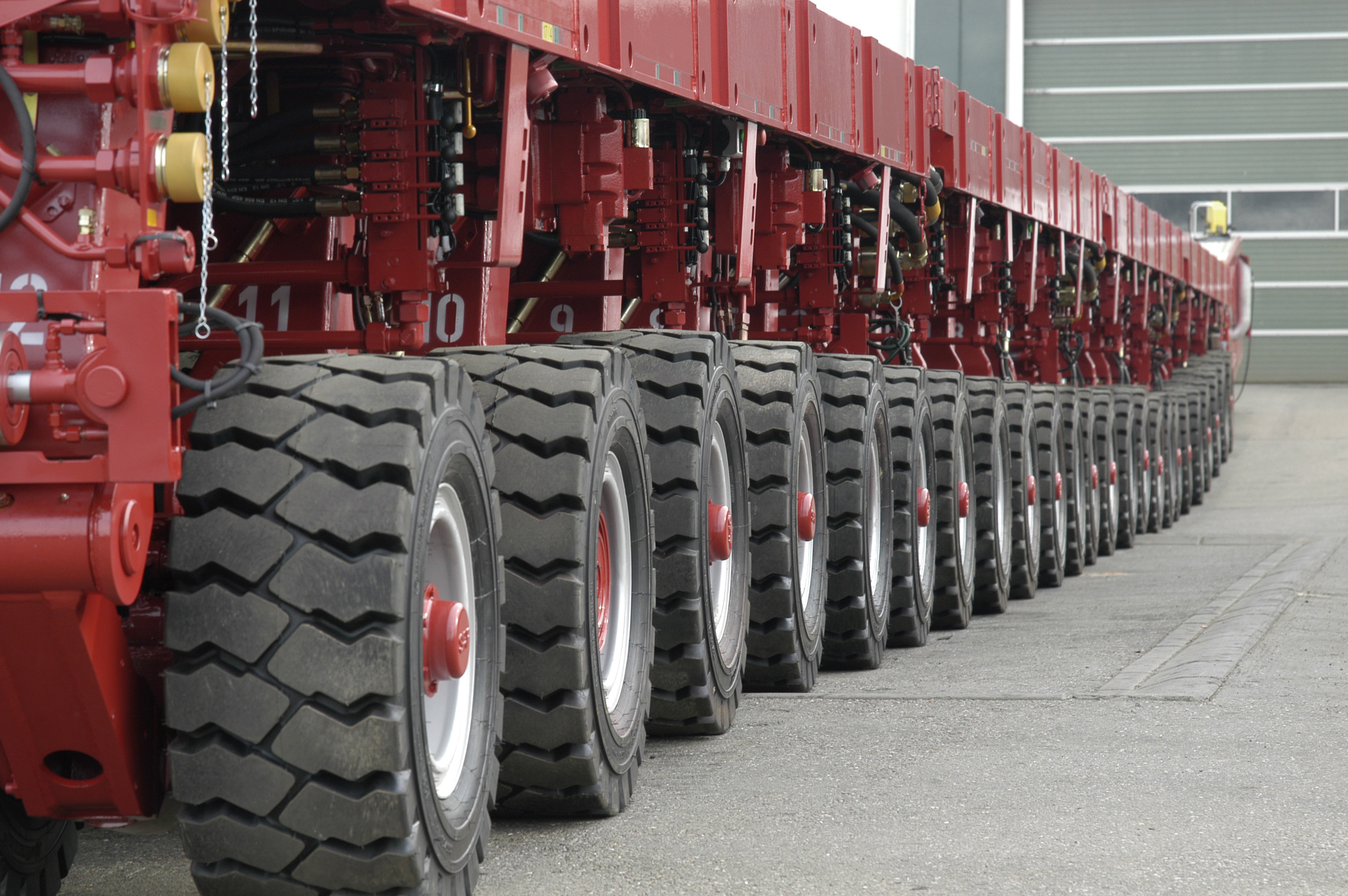
Un SPMT con 24 ruote in linea

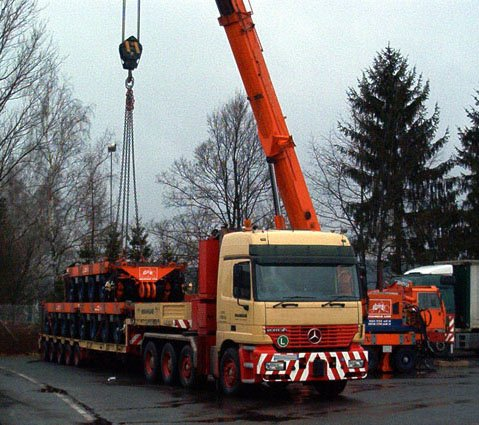
Un SPMT trasportato su di un camion

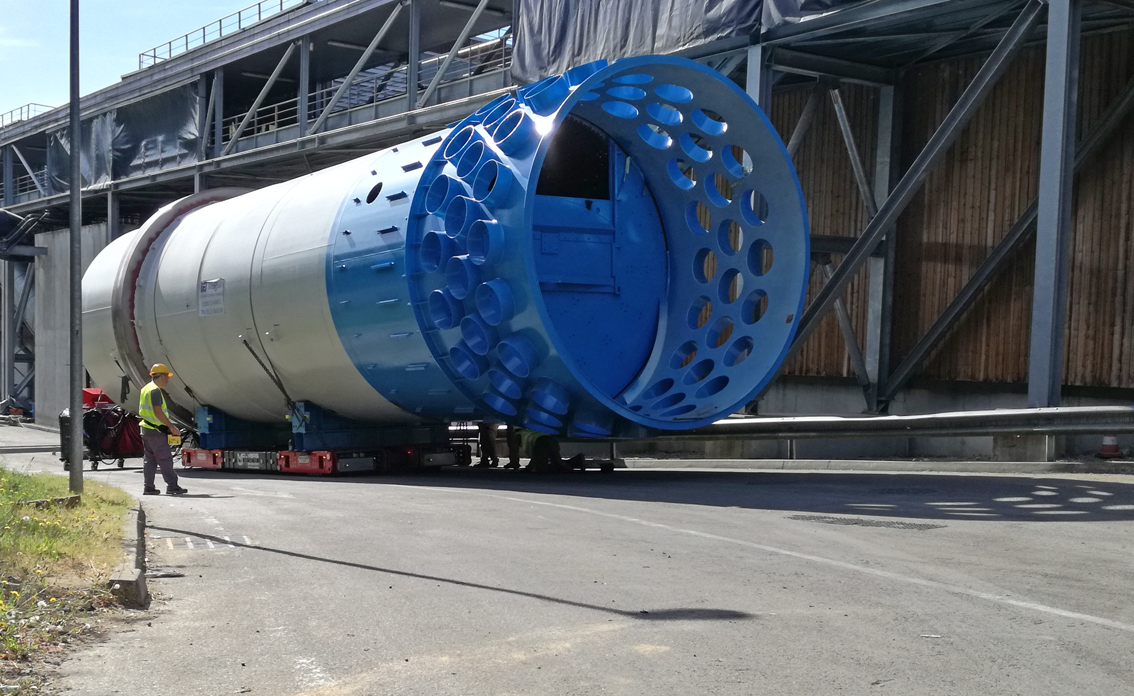
SPMT a cingoli al lavoro

Un Self-propelled modular transporter (SPMT) è una piattaforma per la movimentazione di carichi pesanti con un'ampia serie di ruote o a cingoli. Possono essere costruiti e omologati come veicoli di trasporto e circolare per le strade sulle lunghe distanze o come piattaforme di movimentazione con altezza ridotta per specifici lavori di spostamento dei carichi pesanti. Gli veicoli SPMT sono utilizzati per il trasporto di oggetti voluminosi come grandi elementi di ponti, impianti di raffinazione del petrolio, motori e altri oggetti che sono troppo grandi o pesanti per i camion. I camion possono tuttavia fornire la trazione e la frenata per gli SPMT su rampe e discese.
Gli SPMT sono utilizzati in diversi settori industriali in tutto il mondo come l'industria delle costruzioni e del petrolio, nei cantieri navali e industria offshore, per il trasporto su strada, nei cantieri edili impianti e anche per lo spostamento di piattaforme petrolifere. Recentemente inoltre, hanno iniziato ad essere utilizzati per sostituire campate dei ponti negli Stati Uniti, in Europa, Asia e più recentemente in Canada.
Un tipico SPMT può avere una griglia composta da alcune dozzine di ruote o cingoli controllate da computer, tutte individualmente, in modo da distribuire uniformemente il peso e poterlo guidare con precisione. Ogni singola ruota può girare in modo indipendente dalle altre per permettergli di girare, spostare lateralmente o addirittura girare sul posto. Dato che gli SPMT spesso portano i carichi più pesanti del mondo sui veicoli a motore, sono molto lenti, a pieno carico si muove a meno di un miglio all'ora. Alcuni SPMT sono controllati da un lavoratore con un pannello di controllo a mano, mentre altri hanno una cabina di guida. Inoltre, più SPMT possono essere combinati per trasportare oggetti di dimensioni maggiori.
SPMT permettono di ridurre in modo significativo i tempi di costruzione in loco, fornendo grandi costruzioni prefabbricate fuori sede.